# Claude Béglé

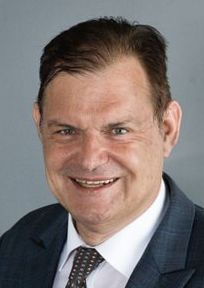
Claude Béglé

Claude René Béglé (* 4. Dezember 1949 in Bern) ist ein Schweizer Manager und Politiker (SVP, zuvor CVP). Von 2015 bis 2019 sass er für die CVP im Nationalrat.

## Leben
Claude Béglés Vater René Béglé (1920–2003) war Delegierter des Verwaltungsrats des Schokoladeproduzenten Interfood (fusioniert aus Suchard und Tobler, heute bei Mondelēz International). Sein Onkel Henry Béglé war Schweizer Botschafter in Peru und Bolivien. Claude Béglé besuchte die Schulen im Kanton Waadt und wurde an der Universität Lausanne in Wirtschaftswissenschaften promoviert (Dissertation 1976). Ausserdem hat er ein Lizenziat in Rechtswissenschaften und ein Diplom der Universität Genf in Internationalen Beziehungen (Diplomarbeit 1979 publiziert).
Béglés internationale Karriere begann in Nepal, Libanon und Simbabwe, wo er für das Eidgenössische Departement für auswärtige Angelegenheiten (EDA) und das Internationale Komitee vom Roten Kreuz (IKRK) arbeitete. Danach trat er beim Nahrungsmittelkonzern Nestlé ein und war weitere 14 Jahre in verschiedenen Ländern tätig. Nach einer Anstellung als Leitender Direktor des Tabakproduzenten Philip Morris in Polen wechselte er 1997 in den Logistiksektor, wo er für TNT als leitender Manager arbeitete. Im Jahr 1999 wurde er zum CEO der GeoPost International Management & Development GmbH gewählt. Zur gleichen Zeit war er Verwaltungsratspräsident der Dynamic Parcel Distribution, eines europäischen Franchisesystems für den Strassentransport. Beide Unternehmen sind Töchter der französischen Post. Nach dem Eintritt in die Deutsche Post AG im Oktober 2005 übernahm Claude Béglé die Verantwortung für DHL in Deutschland und Zentraleuropa. Im Mai 2007 wurde Béglé als leitender Manager der Deutschen Post eingesetzt.
Von April 2009 bis Januar 2010 war Béglé Präsident des Verwaltungsrats der Schweizerischen Post. Die neun Monate, in denen er Verwaltungsratspräsident war, waren durch interne Machtkämpfe geprägt. Nach der Entlassung des damaligen Konzernchefs, Michel Kunz, Mitte Dezember 2009 traten die Verwaltungsräte Rudolf Hug und Wolfgang Werlé zurück. Nach dem Bekanntwerden einer weiteren Anstellung von Claude Béglé in Indien und der steuerfreien Auszahlung eines Teils des Gehaltes nach Dubai wurde er von Bundesrat Moritz Leuenberger aufgefordert, sein Amt niederzulegen. Béglé trat am 19. Januar 2010 von seinem Amt zurück. 2018 schrieb er in seinem Buch Un colis piégé. Choc de cultures à la Poste seine Sicht der Dinge nieder. Er ist Inhaber und Geschäftsführer seines Beratungsunternehmens SymbioSwiss.
Béglé kandidierte erfolglos für die Waadtländer CVP als Ständerat und als Nationalrat bei den Wahlen vom 23. Oktober 2011. 2012 kandidierte er ohne Erfolg für die Regierungsratswahlen im Kanton Waadt. Bei den Schweizer Parlamentswahlen 2015 wurde er schliesslich in den Nationalrat gewählt. Von 2015 bis 2019 war er Mitglied der Aussenpolitischen Kommission. Trotz einem zusätzlichen Sitz für den Kanton Waadt verlor die CVP, und damit Béglé, bei den Schweizer Parlamentswahlen 2019 ihren einzigen Sitz.
Béglé war Präsident einer Reihe von parlamentarischen Gruppen der Bundesversammlung. Im Januar 2019 wurde die Notwendigkeit einer stärkeren Regulierung dieser parlamentarischen Gruppen debattiert und von Nationalrat Roland Rino Büchel als Lex Béglé bezeichnet. Einer der Auslöser dafür war die Tatsache, dass Béglé 2018 sieben neue parlamentarische Gruppen gründete: «Seidenstrasse», «Naher Osten», «Indische Halbinsel», «UNO/SDGs», «Zentral- und Ostafrika», «Humanitäre Hilfe-IKRK» und «Pazifik-Allianz». Am 26. September 2018 wurde den Parlamentsdiensten die Gründung von fünf dieser sieben Gruppen mitgeteilt. In allen Fällen war das Präsidium alleine bei Béglé und das Sekretariat bei seiner eigenen Beratungsfirma SymbioSwiss. Somit entsprachen die Gruppen nicht der Idee eines überparteilichen Austausches. Zudem haben viele dieser Gruppen nicht neue Bedürfnisse abgedeckt, sondern Doppelspurigkeiten zu bestehenden Gruppen kreiert. Dabei liess Béglé andere Parlamentarier als Mitglieder der Gruppen eintragen, diese wussten jedoch nichts davon.
Im Juli 2019 sorgten als verharmlosend wahrgenommene Äusserungen Béglés im Rahmen einer privaten Reise nach Nordkorea für Aufsehen und Kritik aus seiner eigenen Partei.
2021 trat er aus der Partei aus und schloss sich 2023 der SVP Pully an.
Béglé ist in zweiter Ehe mit einer kolumbianischen Chirurgin verheiratet und wohnt in Pully. Béglé ist schweizerisch-französischer Doppelbürger. In der Schweizer Armee war er Oberleutnant.

## Schriften
- Effets d’un investissement de Nestlé sur le développement: le cas de Chiapas, Mexique. Imprimerie La Concorde, Lausanne 1976.
- La planification du développement au Népal. P. Lang, Bern/Frankfurt/Las Vegas 1979 (= Europäische Hochschulschriften. Reihe 31: Politikwissenschaft. Band 15).
- Un colis piégé. Choc de cultures à la Poste. Les rouages discrets des institutions suisses. Éditions Favre, 2018, ISBN 978-2-8289-1214-7.